# Wyspy Dziewicze Stanów Zjednoczonych na Letnich Igrzyskach Olimpijskich 2008
Wyspy Dziewicze Stanów Zjednoczonych na XXIX Letnich Igrzyskach Olimpijskich w Pekinie reprezentowało 5 sportowców, w tym dwóch bokserów.
Był to dziesiąty start Wysp Dziewiczych Stanów Zjednoczonych na letnich igrzyskach olimpijskich (poprzednie to 1968, 1972, 1976, 1984, 1988, 1992, 1996, 2000, 2004).

## Reprezentanci

### Boks
- John Jackson - waga półśrednia - odpadł w 1/8 finału (porażka z Koreańczykiem Kimem Jung-joo 0:10)
- Julius Jackson - waga półciężka - odpadł w 1/16 finału (porażka z Irlandczykiem Kennym Eganem 2:22)

### Lekkoatletyka
Mężczyźni
- Tabarie Henry - 400 metrów - odpadł w półfinale (17. czas)

Kobiety
- LaVerne Jones

100 metrów - odpadła w ćwierćfinałach
200 metrów - odpadła w ćwierćfinałach

### Pływanie
Mężczyźni
- Josh Laban - 50 metrów st. dowolnym - 53. miejsce

### Strzelectwo
- Ned Gerard - karabin dowolny leżąc 50 m - odpadł w eliminacjach (53. wynik)

### Żeglarstwo
- Thomas Barrows - Laser - 22. miejsce